# Canyengue
Canyengue, Aussprache [kanˈdʒɛnge], bezeichnet:

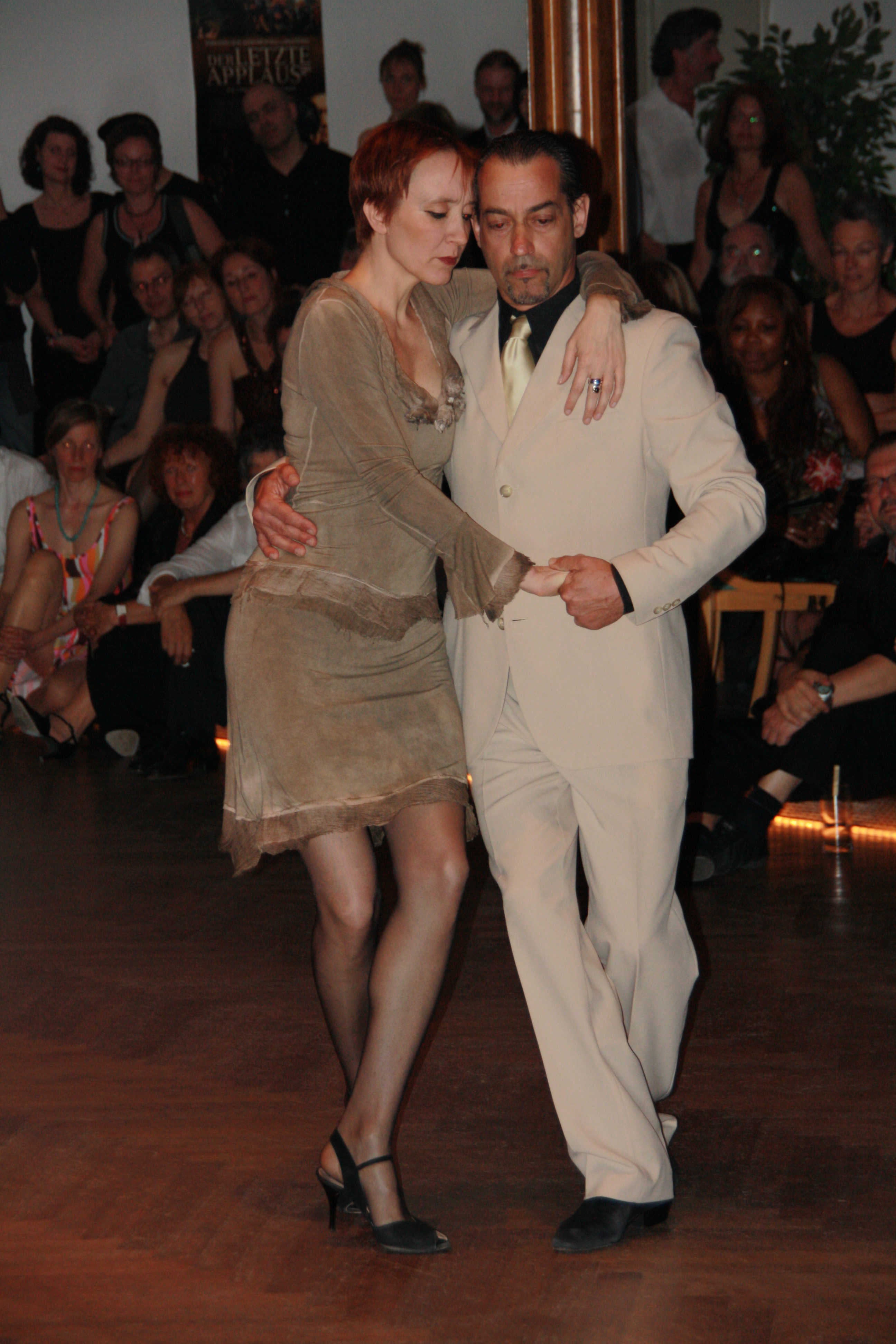
Tango Canyengue-Tanzhaltung

- eine sehr ursprüngliche, plump, schelmisch und machistisch wirkende Stilart, den Tango rioplatense zu tanzen (um das Jahr 1900 entstanden – zurück zu den afrikanischen Wurzeln des Tangos). Die lockere, ungezwungene Canyengue-Tanzart steht im Gegensatz zum eleganten Stil des Tango de salón, und die typische Canyengue-Tango-Musik ist wie die Musik der Milonga fröhlicher als der klassische, ernste, melancholische Tango.[1] In der Evolution der Canyengue Stilart im 21. Jahrhundert werden die geerdeten Schritte, die Komplizenschaft der Tanzpartner, und die fröhliche Verspieltheit beim Tanzen Hauptmerkmale des heutigen Tango Canyengue.[2]
- die musikalische Technik, Perkussionseffekte ohne Schlagzeug auf anderen Instrumenten hervorzurufen: efecto canyengue oder auch golpe canyengue genannt.

## Etymologie
Sprachforscher sind sich einig, dass das Lunfardo-Wort canyengue afrikanischen Ursprungs ist. Es handelt sich wohl um die Verschmelzung der Bantu-(Kimbundu)-Wörter Candombe und yongo zu canyongo > canyengue. Uneinig sind sich die Etymologen jedoch über die ursprüngliche Bedeutung dieses sprachlichen Afrikanismus. Häufig angebotene Erklärungen sind: caminar cadencioso (rhythmisches Gehen), andar desgarbado (schlaksiges Gehen), caminar arrabalero (angeberische Gangart der Vorstädter) oder auch danza canalla (Tanz des Pöbels, Tanz der unteren Schichten).

## Tanzstil
Der Tango-Canyengue hat sich aus dem Candombe uruguayo entwickelt. Seine burleske Art steht im Gegensatz zum eleganten Tango de salón-Stil. In der originalen, heute etwas plump und grob wirkenden Manier, wurde der Tango im ausgehenden 19. Jahrhundert in den Metropolen des Río de la Plata, Buenos Aires und Montevideo, ursprünglich getanzt: in engster Umarmung, mit extrem gebeugten Knien. Die Frau steht quasi im rechten Winkel zum Mann an seiner rechten Seite, die Achse ist leicht seitlich geknickt. Der linke Arm des Mannes und der rechte Arm der Frau werden in Hüfthöhe gehalten und in alle Richtungen bewegt. Zeitweise wird sogar enger Beckenkontakt aufgenommen. Manchmal berührt die Hand des Mannes das Gesäß der Frau. So wirkt der Charakter des Canyengue fröhlich-derb, verspielt. Tango Canyengue wird mit kleinen Schritten getanzt, im Gegensatz zum langschrittigen Tango de salón. Seit Beginn des 21. Jahrhunderts hat der Tango Canyengue eine Evolution erfahren, befördert durch die im Jahr 2002 gegründete argentinische Canyengue Bewegung (Movimiento Cultural Canyuenge Argentino – MOCCA), in der die ursprünglichen, geerdeten Schritte mit Eleganz, Ästhetik, und Verbundenheit der Tanzpartner kombiniert werden.
Wie erkennt man nun, ob ein Tango geeignet ist, im Canyengue-Stil getanzt zu werden? Ein berühmter Tangotänzer, El Pibe Palermo, sagte einmal spaßhaft dazu, man müsse nur der Musik gut zuhören, und wenn sich dann die Knie zu biegen begännen, dann sei es die Richtige. Da es sich bei Tango-Canyengue um den ursprünglichen Tango-Tanzstil handelt, sind die ältesten überlieferten Tango-Stücke am besten dazu geeignet. So z. B.: Zorro gris, komponiert 1921 von Rafael Tuegols, El Apache argentino, komponiert 1913 von Manuel Aróztegui, Roberto Firpos El Amanecer aus dem Jahre 1928 und El Acomodo
von Edgardo Donato, 1933. Die argentinische Canyengue Bewegung (Movimiento Cultural Canyuenge Argentino – MOCCA) empfiehlt darüber hinaus Tangos der Epoche 1927 bis 1937, insbesondere auch von Francisco Canaro.
Armarse canyengue, caminar canyengue – heutzutage tanzt man im Tango-Canyengue-Stil zu diesen ältesten Tangostücken mit einem humorvoll-distanzierten, ironisch-satirischen Bewusstsein, etwa, um sich über den übertrieben eleganten Stil des Tango de salón lustig zu machen oder einfach, um Spaß zu haben, „just for fun“.

## Instrumentale Canyengue-Effekte
Der Kontrabassist Leopoldo Thompson, Mitglied in den Tango-Orchestern Roberto Firpos und Francisco Canaros erfand Techniken, Perkussionseffekte auf dem Kontrabass hervorzurufen, um bestimmte Noten zu betonen. Sei es durch Schlagen mit der Holzseite des Bogens auf die Saiten des Streichinstrumentes oder durch Schlagen mit der Handfläche auf den hölzernen Klangkörper. Er nannte diese Techniken canyengue effect, Auch Bandoneonisten erzeugen Canyengue-Effekte, indem sie mit ihren Fingern oder mit der Handfläche auf den Klangkörper des Bandoneons schlagen.
Canyengue-Techniken der Geiger sind das Trommeln mit den Fingern oder das Schlagen mit dem Bogen gegen den Klangkörper ihres Streichinstrumentes, sowie das Kratzen mit dem Bogen vor dem Steg.
Alle diese Methoden werden „Canyengue-Effekte“ oder „golpe canyengue“ genannt.

### Canyengue Tanz-Shows
- Graciela und Osvaldo tanzen im Canyengue-Stil – den Tango: La Cumparsita
- Maurizio El Tano und Carla tanzen Canyengue zu Caído del Cielo
- Roxina Villegas und Adrian Griffero tanzen den Tango Canyengue El Acomodo
- Tango Canyengue Tanz 'Dereche Viejo'
- Graciela Guerriera y Osvaldo Pérez tanzen den Canyengue Pilcha Bruja, 2011 Video auf YouTube Orquesta típica Roberto Firpo.
- Jenny Faugier und Guy Marrec tanzen im Canyengue-Stil zu Desconfiale
- Parodistischer Show-Tanz − Zorro gris

### Unterrichts-Beispiele Canyengue-Stil
- Die 6 grundlegenden Schritte des Tango Canyengue (Movimiento Cultural Canyengue Argentino – MOCCA)
- Tango Canyengue-Kurs mit Quique Camargo y Mirta Milone
- Canyengue with Ernest Williams & Fabienne Bongard – Tubatango: 9 de Julio

### Canyengue effectsauf Instrumenten
- canyengue effect – “a sound that is produced by hitting the strings with the bow or with the palm of the right hand.”
- 12 Canyengue-Techniken für die Geige